# Szeplőtlen (film, 2024)
A Szeplőtlen (eredeti cím: Immaculate) 2024-ben bemutatott amerikai horrorfilm, amelyet Michael Mohan rendezett. A főbb szerepekben Sydney Sweeney, Álvaro Morte, Benedetta Porcaroli, Dora Romano, Giorgio Colangeli és Simona Tabasco látható.
Amerikában 2024. március 22-én, míg Magyarországon március 21-én mutatták be a mozikban.

## Ismertető
Cecilia nővér fiatalon fordult a vallás felé, miután majdnem belefulladt egy befagyott tóba, és hét percig halottnak nyilvánították, mert úgy érezte, hogy Isten megmentette őt egy céllal. Meghívást kap Sal Tedeschi atyától, hogy csatlakozzon egy exkluzív olaszországi kolostorhoz, amely haldokló apácákat ápol utolsó napjaikban.
Ahogy Cecilia a zárdában tölti idejét, összebarátkozik Gwennel, egy másik apácával, és megdöbben bizonyos furcsaságokon, például azon, hogy egy idősebb apáca lábán kereszt alakú sebhelyek vannak, és egy szög, amelyről azt állítják, hogy arról a keresztről származik, amelyen Jézust keresztre feszítették. Egy rémálom után Cecilia megdöbbenve tapasztalja, hogy terhes, noha szűz, és soha nem volt kapcsolata férfival. A felfedezést követően a kolostor lakói úgy kezdik kezelni, mint a következő Szűz Máriát.
Ahogy a terhesség a második trimeszterbe lép, egy másik apáca, Isabella nővér megpróbálja megfojtani Ceciliát, és arról szónokol, hogy "neki kellett volna". A reggeli rosszullétek idején Cecilia kihányja az egyik saját fogát; ahogy állapota romlik, Cecilia kérését, hogy megfelelő kórházba szállítsák, elutasítják. Isabella a kolostor tetejéről leugorva öngyilkos lesz. Cecilia éjszaka kiosonva, elborzadva látja, hogy a főnöknő kivágja Gwen nyelvét. Egy furcsa laboratóriumot is felfedez a pincében, tele olyan üvegekkel, amelyekben szörnyűségesnek tűnő magzatok vannak.
A harmadik trimeszterbe érve Cecilia megpróbál megszökni a kolostorból, és egy döglött csirkével vetélést színlel, de a csalás lelepleződik. Megpróbál elmenekülni, mielőtt Tedeschi atya erőszakkal visszahozza. A laboratóriumában elmagyarázza, hogy mielőtt pap lett, genetikus volt, és a keresztre feszítés körméről vett DNS-minták segítségével új Jézust hozott létre, bár húsz évbe telt, amíg Cecilia esetében sikerrel járt.
Megzavarodva attól a lehetőségtől, hogy gyermeke megmentheti vagy véget vethet a világnak, ahogy a Jelenések könyvében meg van írva, Cecilia újabb szökési kísérletet tesz, és a főnökasszonyt a feszülettel agyonveri. Ekkor elfolyt a magzatvize. Sikerül megfojtania a bíborost a rózsafüzérrel, mielőtt Tedeschi laborját etanollal leöntené. Tedeschi megérkezik, és fizikai erővel próbálja megállítani, de Cecilia szűkösen meggyújtja az etanolt egy öngyújtóval.
Amikor a súlyosan megégett Tedeschi kitör a laborból, Cecilia kénytelen a kolostor alatti katakombákba menekülni, ahol megtalálja Gwen megcsonkított holttestét. Tedeschi majdnem felvágja Cecilia gyomrát, mielőtt a lány torkon szúrja a keresztre feszített szöggel. Kintről előbukkanva Cecilia gyötrelmesen szül, maga harapja át a köldökzsinórt. Megragad egy közeli követ, és arra készül, hogy rácsapja a babára. A film ezután feketére vált, ahol egy sikoly és egy beteges puffanás hallható.

## Szereplők
| Szerep                | Színész             | Magyar hang     |
| --------------------- | ------------------- | --------------- |
| Cecilia               | Sydney Sweeney      | Berkes Boglárka |
| Sal Tedeschi atya     | Álvaro Morte        | Papp Dániel     |
| Gwen nővér            | Benedetta Porcaroli | Nagy Blanka     |
| Főtisztelendő anya    | Dora Romano         | Zsurzs Kati     |
| Franco Merola bíboros | Giorgio Colangeli   | Forgács Gábor   |
| Mary nővér            | Simona Tabasco      |                 |

### Magyar változat
- Főcím: Bukosza Zita
- Magyar szöveg: Roatis Andrea
- Hangmérnök és vágó: Szabó Miklós
- Gyártásvezető: Boskó Andrea
- Szinkronrendező: Kosztola Tibor
- Produkciós vezető: Jávor Barbara

A szinkront a Dub 4 Studios készítette el.

## A film készítése
2022 októberében bejelentették, hogy Sydney Sweeney csatlakozott a film szereplőgárdájához. A filmet Michael Mohan rendezte Andrew Lobel forgatókönyve alapján, Sweeney pedig producerként működött közre a Fifty-Fifty Films bannere alatt. 2023 februárjában Álvaro Morte, Benedetta Porcaroli, Dora Romano, Giorgio Colangeli és Simona Tabasco csatlakozott a stábhoz.
A forgatás Rómában zajlott, és 2023 februárjára fejeződött be.